# Simon Boccanegra
Simon Boccanegra é uma ópera composta pelo compositor italiano Giuseppe Verdi. Esta ópera tem libreto em italiano de Francesco Maria Piave revisto e expandido por Arrigo Boito, e baseado num drama do dramaturgo espanhol Antonio García Gutiérrez. Estreou no dia 12 de março de 1857 no Teatro La Fenice em Veneza.
Dada a complexidade do argumento original e a pouca popularidade - embora a crítica tenha sido favorável - a ópera deixou se ser exibida em 1866. Mas 23 anos depois, o editor de Verdi persuadiu o compositor a rever a obra, com alterações ao texto preparadas por Arrigo Boito.
A versão revista de Simon Boccanegra, agora com a famosa cena do Conselho, foi estreada no La Scala de Milão em 24 de março de 1881. É esta versão revista que é executada atualmente.

## Papéis
| Papel                                                                           | Tipo vocal    | Elenco de estreia 12 de março de 1857 (regente: — ) | Versão revista Elenco de estreia 24 de março de 1881 (regente: Franco Faccio) |
| ------------------------------------------------------------------------------- | ------------- | --------------------------------------------------- | ----------------------------------------------------------------------------- |
| Simon Boccanegra, um corsário, mais tarde, o primeiro Doge de Gênova            | barítono      | Leone Giraldoni                                     | Victor Maurel                                                                 |
| Maria Boccanegra, sua filha, conhecida como Amelia Grimaldi                     | soprano       | Luigia Bendazzi                                     | Anna d'Angeri                                                                 |
| Jacopo Fiesco, um nobre genovês, conhecida como Andrea Grimaldi                 | baixo         | Giuseppe Echeverria                                 | Edouard de Reszke                                                             |
| Gabriele Adorno, um cavalheiro genovês                                          | tenor         | Carlo Negrini                                       | Francesco Tamagno                                                             |
| Paolo Albiani, um ourives e o cortesão favorito do Doge                         | barítono      | Giacomo Vercellini                                  | Federico Salvati                                                              |
| Pietro, um líder genovês popular e cortesão                                     | baixo         | Andrea Bellini                                      | Giovanni Bianco                                                               |
| Capitão dos arqueiros                                                           | tenor         |                                                     | Angelo Fiorentini                                                             |
| empregada de Amelia                                                             | mezzo-soprano |                                                     | Fernanda Capelli                                                              |
| soldados, marinheiros, populares, senadores, corte do Doge, prisioneiros – coro |               |                                                     |                                                                               |

## Sinopse
Tempo: Metade do século XIV.
Lugar: Gênova.

### Prólogo
Paolo, o líder do partido dos plebeus, convence Pietro a apoiar a candidatura de Simon Boccanegra para doge de Gênova. Boccanegra chega e concorda, pensando que assim Fiesco permita que ele se case com sua filha, que está sendo mantida prisioneira no palácio sombrio de seu pai, por ter tido uma filha ilegítima com Boccanegra, Maria. Em um comício Pietro dá suporte para Boccanegra. Fiesco entra, aflito e triste por causa da a morte de sua filha ( Il lacerato spirito ), mas ele não revela isso a Boccanegra, que o aborda e implora seu perdão. Fiesco promete clemência apenas se Boccanegra o permitisse criar sua neta. Boccanegra explica que ele não pode, porque a criança desapareceu. Enquanto o povo o aclama como novo Doge, Boccanegra encontra o corpo de sua amada.

### Ato 1
Cena 1: vinte e cinco anos depois
O Doge exilou muitos dos seus adversários políticos e confiscou seus bens. No castelo Grimaldi, Fiesco, para não ser descoberto, está usando o nome de Andrea Grimaldi, tramando com os inimigos de Boccanegra para derrubá-lo. Inconscientemente, anos antes, os Grimaldi adotaram a filha de Boccanegra (e neta de Fiesco) depois de descobrir a órfã em um convento. Eles a chamaram de Amélia, na esperança de que ela seria a herdeira da fortuna da família, já que os outros filhos estavam exilados. Amélia aguarda seu amante, Gabriele Adorno (Ária: Venha quest'ora bruna ). Ele chega e ela o avisa sobre os perigos da conspiração política. Chega uma mensagem avisando que o Doge virá em breve. Amélia, temendo que um casamento forçado com Paolo possa ser arrumado, insta Adorno a pedir a seu pai (Andréa/Fiesco) permissão para que eles se casem. Fiesco concorda e revela que Amélia é realmente uma órfã sem nenhuma fortuna. Quando Adorno diz que ele não se importa, Fiesco abençoa o casamento. Boccanegra entra. Ele perdoa os irmãos exilados de Amélia, mas ela se recusa a casar com Paolo. Quando ela diz a Boccanegra que foi adotada, os dois compararam as imagens em seus medalhões e percebem que ela é sua filha há muito perdida. Finalmente o reencontro lhes dá uma imensa alegria. Quando Paolo entra, Boccanegra nega a permissão para o casamento arranjado. Furioso, Paolo decide sequestrar Amélia.
Cena 2: O senado está em sessão
O Doge é interrompido pelos sons de uma multidão exigindo a cabeça de Boccanegra. Ele ordena que as portas se abram e a multidão entra perseguindo Adorno. Adorno confessa ter matado Lorenzino, um plebeu, por causa da tentativa de seqüestro de Amélia, ordenada por uma oficial de alta classificação desconhecido. Adorno acha que a ordem partiu de Boccanegra e parte para atacá-lo, neste momento Amélia entra e pára a luta colocando-se entre os dois. Ela implora ao Doge que não machuquem Adorno e ele concede seu desejo. Discutindo quem seria o seqüestrador os plebeus e os patrícios pertencentes ao conselho quase lutam, mas são interrompidos por Boccanegra (Aria: Plebe Patrizi Popolo ). Boccanegra ordena que Adorno seja prisioneiro durante a noite. O Doge percebe que Paolo é o homem real responsável, ele faz com que todos, incluindo Paolo, maldiçoem o seqüestrador real. Paolo é tomado pelo terror.

### Ato 2
Paolo está nos aposentos pessoais de Boccanegra, ainda aterrorizado por ter sido amaldiçoado por todos inclusive por si próprio, ele trama a morte do Doge. Ele tira um frasco de veneno do bolso e coloca em uma jarra de água. Em seguida Fiesco e Adorno são trazidos da cela até o quarto de Simon. Paolo propõe que Fiesco mate o Doge, mas Fiesco recusa e é levado novamente para a cela. Paolo propõe o mesmo a Adorno que em um primeiro momento também recusa, mas Paolo afirma que Amélia é amante do Doge, insuflando assim o ódio de Adorno e o colocando pronto para assassinar Boccanegra. Cego pelas palavras de Paolo, Adorno tem uma explosão de raiva (Ária: Sento avvampar nell'anima). Amélia entra e Adorno a acusa de infidelidade. Ela afirma que apenas ama Adorno, mas não explica que Boccanegra é seu pai, o pai de Adorno fora assassinado pelo Doge. Adorno se esconde à pedido de Amélia e Boccanegra entra. Amélia pede que Boccanegra perdoe Adorno, quando o pai se recusa ela lhe diz que morreria pelo amado, diante disso Boccanegra concorda em perdoá-lo. Amélia sai. Simon bebe um copo da água envenenada por Paolo e adormece. Adorno tenta matá-lo, mas Amélia impede. Boccanegra acorda e revela que Amélia é sua filha. Adorno implora por perdão (Ária: Perdon, Amelia”). Ouve-se um clamor vindo da rua, explodira uma revolta contra o Doge. Boccanegra manda Adorno partir para junto dos seus, mas ele se recusa e promete lutar ao lado do Doge, então Boccanegra ordena que ele leve uma mensagem de paz e concede o casamento de Amélia com Adorno.

### Ato 3
Paolo é condenado à morte por liderar a revolta contra o Doge. Fiesco é libertado da prisão. Paolo diz a Fiesco que ele envenenou Boccanegra. Fiesco confronta Boccanegra, que agora está morrendo. Boccanegra reconhece seu velho inimigo, mas está feliz em dizer-lhe que Amélia é sua neta. Fiesco sente grande remorso e diz Boccanegra sobre o veneno. Adorno e Amélia, recém-casados, encontram seu pai e avô reconciliados. Boccanegra abençoa o jovem casal e pede aos senadores que Adorno seja nomeado seu sucessor, e depois o Doge morre.